# 스마트 윈도
스마트 유리, 스마트 글래스(smart glass), 스위처블 유리, 다이내믹 유리, 스마트 틴팅 유리, 스마트 윈도는 전기 또는 열 신호에 반응하여 불투명하거나 색조를 띠도록 광학적 특성을 변화시킬 수 있는 유리의 한 종류이다. 이는 더운 날 햇빛과 열이 건물로 들어오는 것을 막아 에너지 효율을 높이는 데 사용될 수 있다. 또한 방에 편리하게 프라이버시를 제공하거나 가시성을 높이는 데에도 사용될 수 있다.
스마트 유리는 크게 능동형과 수동형으로 분류된다. 오늘날 가장 흔히 사용되는 능동형 유리 기술은 전기 변색, 액정, 부유 입자 소자(SPD)이다. 열 변색 및 광 변색은 수동형 기술로 분류된다.
건물 외피에 설치될 경우, 스마트 유리는 기후 적응형 건물 외피를 만드는 데 도움을 주며, 이는 자연광 조절, 시각적 편안함, UV 및 적외선 차단, 에너지 사용 감소, 열 쾌적성, 극한 기상 조건에 대한 저항성, 프라이버시 등과 같은 이점을 제공한다. 일부 스마트 창문은 건물 내 에너지 절약을 위해 스스로 열을 가하거나 냉각하도록 적응할 수 있다.
스마트 창문은 블라인드, 셰이드 또는 창문 처리가 필요 없게 만들 수 있다.
일부 효과는 유리, 아크릴 또는 폴리카보네이트 라미네이트를 사용하여 평평한 표면에 스마트 필름 또는 스위처블 필름을 라미네이팅함으로써 얻을 수 있다. 일부 스마트 필름은 자가 접착 스마트 필름 또는 특수 접착제를 사용하여 기존 유리 창문에 적용할 수 있다.
열을 차단하고 전기를 전도하는 투명 코팅을 적용하기 위한 스프레이 방식도 개발 중이다.

## 역사
"스마트 창문"이라는 용어는 1980년대에 처음 사용되었다. 이 용어는 스웨덴의 재료 물리학자이자 찰머스 공과대학교의 클라에스-고란 그란크비스트(Claes-Göran Granqvist)가 캘리포니아주의 로런스 버클리 국립연구소 과학자들과 건물 재료의 에너지 효율을 높이는 아이디어를 구상하던 중 도입했다. 그란크비스트는 이 용어를 동적으로 색조를 변경할 수 있는 반응형 창문을 설명하는 데 사용했다.

## 전기 전환형 스마트 유리
다음 표는 다양한 전기 전환형 스마트 유리 기술에 대한 개요를 보여준다.
| 기술                  | 전기가 있는 상태                | 전기가 없는 상태 | 설명                                                            |
| --------------------- | ------------------------------- | ---------------- | --------------------------------------------------------------- |
| 전기 변색 소자        | 광 투과율 변경에 전기 펄스 사용 | 이전 상태 유지   | 전환 시간 및 광 투과율은 제조업체마다 다름.                     |
| 폴리머 분산 액정 소자 | 투명                            | 불투명           | 투명 또는 불투명 상태만 가능. 주로 실내 프라이버시 제어에 사용. |
| 부유 입자 소자        | 투명                            | 부분 불투명      | 광 투과율 제어 가능.                                            |
| 마이크로 블라인드     | 불투명                          | 투명             | 상태 전환이 빠르고, 자외선 복사에 의한 마모를 잘 견딤.          |

### 전기 변색 소자
전기 변색 소자는 전압에 반응하여 광 투과 특성을 변화시키므로 통과하는 빛과 열의 양을 제어할 수 있다. 전기 변색 창문에서 재료는 투명도를 변화시킨다. 투명도를 변화시키는 데에는 짧은 전기 펄스가 필요하지만, 재료는 거의 추가적인 전기 신호 없이 그 색조를 유지한다.
오래된 전기 변색 기술은 투명 상태에서 노란색을 띠고, 색조가 있는 상태에서는 푸른색을 띠는 경향이 있다. 어두워지는 과정은 가장자리에서 시작하여 안쪽으로 진행되며, 창문 크기에 따라 수십 초에서 20~30분까지 느리게 진행된다. 새로운 전기 변색 기술은 투명 상태에서 노란색을 없애고, 더 중립적인 회색 톤으로 색조를 입히며, 외부에서 안쪽으로가 아닌 균일하게 색조를 입히고, 유리 크기에 관계없이 색조 전환 속도를 3분 이내로 가속화한다. 전기 변색 유리는 어두워진 상태에서도 가시성을 유지하므로 외부 환경과의 시각적 접촉을 보존한다.
전이 금속수소화물 전기 변색 물질에 관한 최근의 발전은 흡수하는 대신 반사하는 반사형 수소화물 개발로 이어져 투명 상태와 거울 같은 상태 사이를 전환한다.
변형된 다공성 나노결정 필름의 최근 발전으로 전기 변색 디스플레이를 만들 수 있게 되었다. 단일 기판 디스플레이 구조는 투명 전도체(ITO 또는 PEDOT:PSS)로 변형된 기판 위에 여러 겹의 다공성 층을 쌓아 인쇄한 것으로 구성된다. 각 인쇄된 층은 특정 기능 세트를 갖는다. 작동 전극은 이산화티타늄과 같은 양극성 다공성 반도체로 구성되며, 여기에 흡착된 발색단이 있다. 이 발색단은 환원 또는 산화를 통해 색상이 변한다. 부동태제는 전기적 성능을 향상시키기 위해 이미지의 음극으로 사용된다. 절연층은 명암비를 높이고 작동 전극을 상대 전극에서 전기적으로 분리하는 역할을 한다. 상대 전극은 SEG 전극에 삽입/추출된 전하를 상쇄하고(전체 장치에서 전하 중성을 유지) 높은 정전 용량을 제공한다. 탄소는 전하 저장 필름의 예이다. 전도성 탄소층은 일반적으로 상대 전극의 전도성 후면 접점으로 사용된다. 마지막 인쇄 단계에서 다공성 모놀리식 구조는 액체 또는 고분자 젤 전해질로 덧인쇄되고 건조된 다음, 응용 분야 요구 사항에 따라 다양한 캡슐화 또는 인클로저에 통합될 수 있다. 디스플레이는 매우 얇으며, 종종 30마이크로미터이다. 이 장치는 전도성 탄소층에 대해 투명 전도성 기판에 전기적 전위를 가하여 켤 수 있다. 이로 인해 작동 전극 내부에서 비올로겐 분자의 환원(착색)이 발생한다. 인가된 전위를 역전시키거나 방전 경로를 제공하면 장치는 표백된다. 전기 변색 모놀리식의 독특한 특징은 비올로겐을 착색하거나 표백하는 데 필요한 전압이 상대적으로 낮다는 점(약 1볼트)이다. 이는 표면에 흡착된 비올로겐/발색단의 전기화학적 환원을 유도하는 데 필요한 작은 과전위로 설명될 수 있다.
대부분의 스마트 필름은 작동에 전압(예: 110VAC)을 필요로 하므로, 이러한 유형의 스마트 필름은 사용자에게 전기 안전을 제공하기 위해 유리, 아크릴 또는 폴리카보네이트 라미네이트 내에 밀봉되어야 한다.

### 고분자 분산 액정 소자
고분자 분산 액정 소자(PDLC)에서 액정은 액체 고분자에 용해되거나 분산된 후 고분자의 고화 또는 경화 과정을 거친다. 고분자가 액체에서 고체로 변하는 동안 액정은 고체 고분자와 호환되지 않게 되어 고체 고분자 전체에 걸쳐 액정 방울을 형성한다. 경화 조건은 액정 방울의 크기에 영향을 미치며, 이는 다시 "스마트 창문"의 최종 작동 특성에 영향을 미친다. 일반적으로 고분자와 액정의 액체 혼합물은 투명한 전도성 물질의 얇은 층이 포함된 두 겹의 유리 또는 플라스틱 사이에 놓인 후 고분자가 경화되어 스마트 창문의 기본 샌드위치 구조를 형성한다. 이 구조는 실제로는 축전기이다.
전원 공급 장치에서 전극이 투명 전극에 연결된다. 전압이 인가되지 않으면 액정이 액정 방울 내에 무작위로 배열되어 스마트 창문 어셈블리를 통과하는 빛이 산란된다. 이로 인해 반투명한 "우윳빛 흰색"의 외관이 나타난다. 전극에 전압이 인가되면 유리 위에 있는 두 투명 전극 사이에 형성된 전기장은 액정을 정렬시켜 빛이 액정 방울을 거의 산란시키지 않고 통과하게 하여 투명한 상태를 만든다. 투명도는 인가된 전압으로 제어할 수 있다. 이는 낮은 전압에서는 액정의 일부만 전기장 내에서 완전히 정렬되므로 빛의 작은 부분만 통과하고 대부분의 빛은 산란되기 때문에 가능하다. 전압이 증가하면 정렬되지 않은 액정이 줄어들어 빛의 산란이 줄어든다. 색조 및 특수 내부 층을 사용하면 통과하는 빛과 열의 양을 제어할 수도 있다.

### 부유 입자 소자
부유 입자 소자(SPD)에서는 막대 모양의 나노 규모 입자의 얇은 필름 라미네이트가 액체에 부유되어 두 개의 유리 또는 플라스틱 조각 사이에 놓이거나 한 층에 부착된다. 전압이 인가되지 않으면 부유 입자는 무작위로 배열되어 빛을 차단하고 흡수한다. 전압이 인가되면 부유 입자가 정렬되어 빛이 통과하게 한다. 필름의 전압을 변화시키면 부유 입자의 방향이 달라져 유리의 색조와 투과되는 빛의 양을 조절할 수 있다. SPD는 통과하는 빛, 눈부심 및 열의 양을 정밀하게 제어하기 위해 수동 또는 자동으로 "조정"될 수 있다.

### 마이크로 블라인드

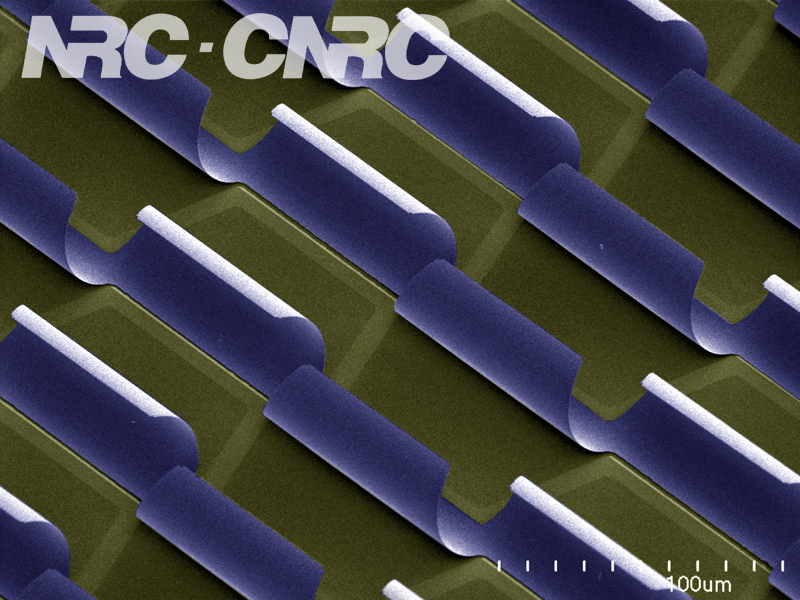
마이크로 블라인드의 주사전자현미경(SEM) 이미지

마이크로 블라인드는 인가 전압에 반응하여 통과하는 빛의 양을 조절한다. 마이크로 블라인드는 유리 위에 말린 얇은 금속 블라인드로 구성된다. 이들은 매우 작아서 육안으로는 거의 보이지 않는다. 금속 층은 마그네트론 스퍼터링으로 증착되고 레이저 또는 리소그래피 공정으로 패턴화된다. 유리 기판에는 투명 전도성 산화물(TCO) 층의 얇은 층이 포함된다. 전기적 절연을 위해 말린 금속 층과 TCO 층 사이에 얇은 절연체가 증착된다. 전압이 인가되지 않으면 마이크로 블라인드가 말려 빛이 통과하도록 한다. 말린 금속 층과 투명 전도성 층 사이에 전위차가 있으면 두 전극 사이에 형성된 전기장이 말린 마이크로 블라인드를 늘어나게 하여 빛을 차단한다. 마이크로 블라인드는 전환 속도(밀리초), 자외선 내구성, 맞춤형 외관 및 투과율 등 여러 장점을 가지고 있다. 마이크로 블라인드 기술은 캐나다 국립연구위원회에서 개발되었다.

## 열 변색 스마트 유리

### 상전이 고분자(PCP)
상전이 고분자(PCP)는 비정질 및 반결정질 상태 간의 가역적 상전이를 보인다. 열 변색 스마트 유리 응용 분야에서 이러한 상 변화는 온도 변화에 의해 지배되므로 전기 비용 없이 완전히 자동화된다. PCP의 구조는 종종 두 가지 주요 구성 요소로 구성된다. 즉, 친수성의 차이로 인해 이전 고분자와 강하게 상분리된 다른 고분자(P2)와 가교결합된 상전이 구성 요소 고분자(P1)이다. 따라서 P1과 P2는 경화 후 마이크론 수준의 상 분리를 형성할 수 있다. P1의 상전이 온도(Tp) 미만일 때 P1은 반결정질이며 굴절률이 P2의 굴절률과 일치하여 전체 구조가 가시광선에 투명하다. 온도가 Tp 이상으로 올라가면 P1이 녹아 비정질 상으로 전환되며 P2와 큰 굴절률 불일치를 보여 불투명한 외관을 나타낸다. P1의 재료를 스마트하게 선택함으로써 투과율 스위치의 반전된 효과를 관찰할 수 있다. 예를 들어, Tp 미만에서 반결정성 P1의 굴절률이 P2와 불일치하면 필름은 불투명하다. 만약 비정질 P1이 Tp 이상에서 P2와 굴절률 측면에서 일치하면 필름은 상승된 온도에서 투명하다. 한 가지 대표적인 응용 분야는 PCP가 창고의 유리 창문에 코팅되어 더운 날에는 과도한 복사를 차단하기 위해 불투명해지고 실내를 냉각시켜 에어컨 가동으로 인한 에너지를 절약하는 것이다.

## 관련 기술 분야
스마트 유리라는 표현은 빛이나 온도와 같은 환경 신호에 반응하여 빛 투과 특성을 변화시키는 유리를 포함하는 더 넓은 의미로 해석될 수 있다.
- 다양한 유형의 유리는 크로미즘 현상을 나타낼 수 있다. 즉, 광화학 효과에 기반하여 빛(광색성), 온도(열 변색성), 또는 전압(통전 변색성)과 같은 환경 신호에 반응하여 빛 투과 특성을 변화시킨다.[17]
- 액정은 열방성 상태일 때 온도에 반응하여 빛 투과 특성을 변화시킬 수 있다. 그러나 액정의 특성을 변화시키려면 고온이 필요하며, 열방성 액정 화합물은 가시 색상 스펙트럼의 일부 파장을 차단하지 않고 합성하기 어려울 수 있다.[17]
- 다양한 금속이 연구되어 왔다. 얇은 Mg-Ni 필름은 낮은 가시 투과율을 가지며 반사적이다. H2 가스에 노출되거나 알칼리 전해질에 의해 환원되면 투명해진다. 이 전이는 수소화 마그네슘 니켈, Mg2NiH4의 형성에 기인한다. 필름은 조성의 변화를 용이하게 하기 위해 Ni와 Mg의 분리된 타겟으로부터 동시 스퍼터링으로 생성되었다. 단일 타겟 직류 마그네트론 스퍼터링이 결국 사용될 수 있으며, 이는 전기 변색 산화물의 증착에 비해 상대적으로 간단하여 더 저렴하게 만들 수 있다. 로런스 버클리 국립연구소는 새로운 전이 금속이 더 저렴하고 반응성이 낮지만 동일한 특성을 포함하여 비용을 더욱 절감한다고 판단했다.
- 텅스텐이 도핑된 이산화 바나듐 (VO
2) 코팅은 온도가 29 °C (84 °F) 이상으로 올라가면 적외선을 반사하여 주변 온도가 높을 때 창문을 통한 햇빛 투과를 차단한다. 이산화 바나듐은 비교적 낮은 온도에서 반도체-금속 전이를 겪는다. 이 전이는 재료를 전도성 특성에서 절연성 특성으로 변화시키고 유리 색상뿐만 아니라 투과 특성도 변화시킨다. 코팅이 이러한 변화를 겪으면 적외선 스펙트럼을 걸러내어 절연하는 것이 열을 얻는 것을 효과적으로 막을 수 있다.[18]

이러한 종류의 유리는 수동으로 제어할 수 없다. 대조적으로, 모든 전기 전환형 스마트 창문은 온도나 밝기에 반응하여 광센서 또는 온도계와 통합하여 자동으로 빛 투과 특성을 조절할 수 있다.

## 응용 분야

### 전동 커튼
스마트 유리는 창문을 통과하는 햇빛의 양을 제어함으로써 건물의 에너지 절약형 난방 및 냉방에 사용될 수 있다. 투명 또는 흐림 온도 조절 필름은 햇볕이 잘 들고 실내 온도가 높을 때 스마트 필름이 흐림 상태가 되도록 한다. 햇볕이 잘 들고 실내 온도가 낮을 때는 스마트 유리가 투명 상태로 전환된다.

### 프라이버시
사무실에서:
- 회의실 유리 인클로저에 적용. 유리가 투명할 때 방 안팎을 볼 수 있으며, 불투명할 때는 프로젝션 스크린으로 사용할 수 있다.
- 유리 커튼월의 에너지 절약 기능

주거 공간의 실내 장식:
- 조명 커버 유리 커튼, 선룸, 거실 및 욕실 칸막이. 사용하지 않을 때는 유리가 흐린 상태로 프라이버시를 보호하며, 투명해지면 햇빛을 허용할 수 있다.

### 광고
제품 전시 및 상업 광고:
- 유리 진열창, 불투명할 때 제품을 보호하고 제품 소개를 위한 프로젝션으로 사용될 수 있으며, 투명할 때는 상점 광고에 사용될 수 있다.

스마트 유리는 광고를 위해 상점 창문에 전환형 프로젝션 스크린으로 사용될 수 있다. 3세대 스마트 필름은 전면 및 후면 프로젝션 모두에 적합하며, 투영된 이미지는 양쪽에서 볼 수 있다.

### 기타 용도
기타 특별한 경우의 용도는 다음과 같다.
- 화장실 유리문은 사용하지 않을 때는 투명하고, 문이 닫히면 즉시 흐려진다.
- 2층의 유리 바닥과 계단은 밟으면 흐려지고, 그렇지 않으면 투명하다.
- 병원에서의 프라이버시 용도, 예를 들어 영아실 및 중환자실 창문, 커튼을 대체하여 먼지와 소음을 줄인다.
- 무균실 및 클리닝룸에 적용되어 스마트 필름은 투명과 불투명 사이를 전환하는 데 사용될 수 있으며, 고객이 무균복을 입고 방을 드나드는 불편함을 줄일 수 있다.

## 사용 예시

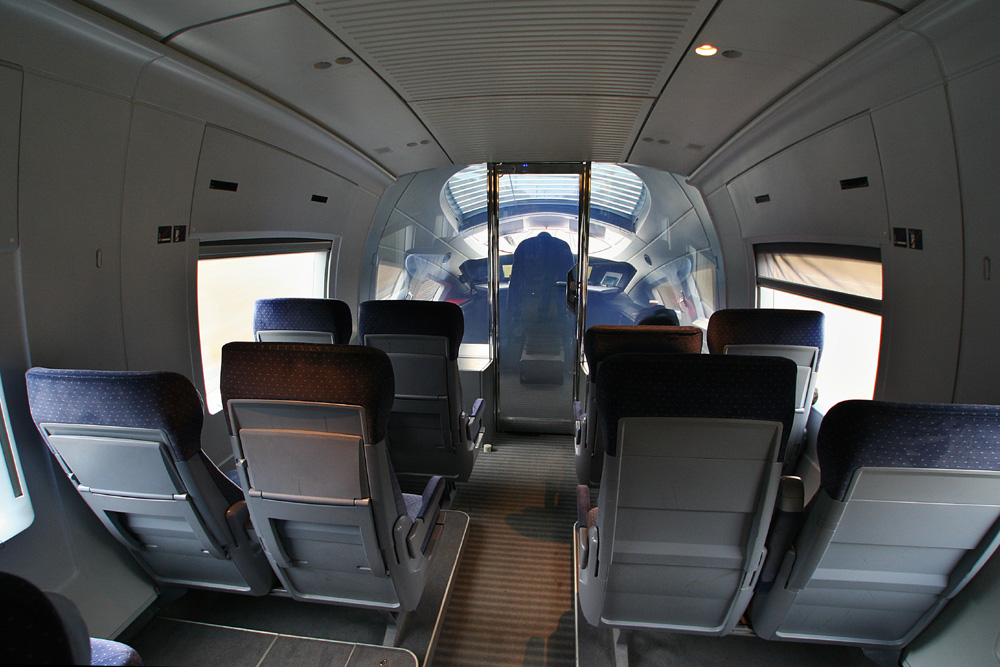
운전석을 볼 수 있는 ICE 3 열차

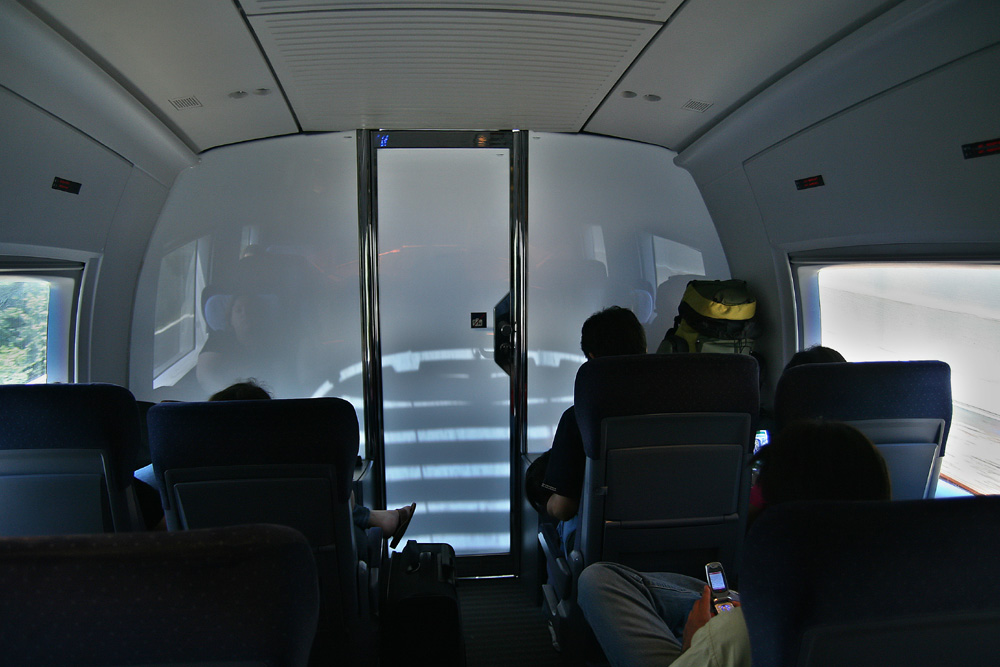
"젖빛" 모드로 전환된 유리 패널이 있는 ICE 3 열차

멜버른의 유레카 타워에는 방문객이 안에 있는 유리 큐브가 건물에서 3 m (10 ft) 돌출되어 있으며, 지상 300 m (984 ft) 거의 위에 매달려 있다. 입장하면 큐브가 건물 가장자리 위로 움직일 때 유리가 불투명하다. 가장자리 위로 완전히 확장되면 유리가 투명해진다.
보잉 787 드림라이너는 기존 항공기의 풀다운 창문 블라인드를 대체한 통전 변색성 창문을 특징으로 한다.
미국 항공 우주국은 새로 개발된 오리온 및 알테어 (우주선) 우주선이 겪는 열 환경을 관리하기 위해 통전 변색성 기술을 사용하는 것을 검토하고 있다.
스마트 유리는 페라리 575 M 수페르아메리카를 포함한 일부 소량 생산 자동차에 사용되었다.
ICE 3 고속 열차는 승객칸과 운전실 사이에 전기 변색 유리 패널을 사용한다.
워싱턴 기념탑의 엘리베이터는 기념탑 내부의 기념석을 승객이 볼 수 있도록 스마트 유리를 사용한다.
암스테르담 뮈세윔플레인 광장의 도시 화장실은 문이 닫혔을 때 빈 칸의 점유 상태를 쉽게 파악하고, 점유되었을 때는 프라이버시를 위해 스마트 유리를 특징으로 한다.
봄바디어 트랜스포테이숀은 싱가포르의 부킷 판장 LRT선에서 운행되는 봄바디어 이노비아 APM 100에 지능형 흐림 창문을 사용하여 열차가 이동하는 동안 승객이 아파트를 들여다보는 것을 방지하고, 플렉시티 2 경전철 차량에도 스마트 유리 기술을 적용한 창문을 제공할 계획이다.
중국 스마트폰 제조업체 원플러스는 후면 카메라가 전기 변색 유리창 뒤에 배치된 스마트폰을 시연했다.
도쿄도의 공중화장실은 안전 및 프라이버시 문제를 해결하기 위해 이 기술을 사용한다. 화장실에 다가가는 사람들은 문이 잠기지 않았을 때 내부가 투명하게 보이므로 비어 있는지 확인할 수 있다. 일단 사용 중인 화장실 문이 잠기면 방의 벽은 불투명해진다.
폭스바겐 ID.7은 스마트 유리 파노라마 선루프를 갖추고 있으며, 전기적으로 투명에서 불투명으로 전환할 수 있다.
토론토 대학교는 수영장 관람 구역의 프라이버시를 위해 커튼월에 스마트 필름 기술을 활용했다.